# Desiree Scott
Desiree Rose Marie Scott (Winnipeg, 31 luglio 1987) è una calciatrice canadese, centrocampista dell'Ottawa Rapid e della nazionale canadese.

## Carriera
Scott, figlia di padre giamaicano, nato a Kingston e di madre canadese, nata a Winnipeg, nasce e cresce con i genitori nella città materna, mostrando fin da giovanissima una predisposizione per lo sport, praticando oltre al calcio, iniziando l'attività in questa disciplina dall'età di 8 anni, anche  atletica leggera, pallacanestro e pallavolo.

### Calciatrice

#### Calcio universitario
Arrivata ai 18 anni si iscrive alla University of Manitoba, affiancando al percorso di studio l'attività agonistica indossando la maglia della squadra di calcio femminile universitario dell'ateneo, le Manitoba Bisons, disputando il campionato Canadian Interuniversity Sport (CIS) di categoria dal 2005 al 2009. Durante questo periodo si mette particolarmente in luce, ottenendo fin dall'anno d'esordio il premio Canada West Rookie of the Year, aggiungendo anche due trofei Canada West All-Star e, all'ultimo anno, una nomination per la CIS All-Canadian.

#### Club
Oltre a giocare per le Manitoba Bisons, nel 2006 sottoscrive un accordo con il Vancouver Whitecaps, squadra iscritta alla United Soccer Leagues W-League, l'allora livello di vertice di lega professionistica statunitense-canadese, collezionando in quella stagione 5 presenze e collaborando alla conquista prima del 1º posto nella Western conference della W-League e condividendo poi con le compagne la conquista del secondo titolo per la società.
Completati gli impegni universitari, Scott torna in organico con la squadra di Vancouver dal campionato 2010, rimanendovi complessivamente tre stagioni fino alla soppressione della W-League, condividendo con le compagne il 1º posto nella Western conference della W-League nella stagione di rientro, giungendo alla finale nei play-off ma perdendola con i Buffalo Flash.

#### Nazionale
(parziale)
La federazione calcistica del Canada nel comunicato emesso il 27 aprile 2015 la inserisce nella rosa delle atlete che rappresenterà il Canada nel Mondiale casalingo.
Nel 2016 è selezionata per giocare nella fase di qualificazione ai Giochi della XXXI Olimpiade, contribuendo alla qualificazione e ottenendo la convocazione per la fase finale.

## Palmarès

### Club
- NWSL x Liga MX Femenil Summer Cup: 1

Kansas City Current: 2024

### Nazionale
- Algarve Cup: 1

2016
- Bronzo olimpico: 2

Londra 2012
Rio de Janeiro 2016
- Oro olimpico: 1

Tokyo 2020